# بخش نیواری
بخش نیواری (به انگلیسی: Niwari district) یک منطقهٔ مسکونی در هند است که در Sagar division واقع شده‌است. بخش نیواری ۱٬۱۷۰ کیلومتر مربع مساحت و ۴۰۴٬۸۰۷ نفر جمعیت دارد.